# Cymaroa grisea
Cymaroa grisea là một loài bướm đêm thuộc phân họ Arctiinae, họ Erebidae.